# 김재하
김재하(한국 한자: 金材昰, 1992년 5월 23일 ~ )는 대한민국의 전 축구 선수이며, 포지션은 공격수였다.